# Bułgaria na Zimowych Igrzyskach Olimpijskich 1998
Bułgarię na Zimowych Igrzyskach Olimpijskich 1998 reprezentowało 19 zawodników.

## Zdobyte medale
| Medal | Zawodnik           | Dyscyplina | Konkurencja   |
| ----- | ------------------ | ---------- | ------------- |
| Złoto | Ekaterina Dafowska | Biathlon   | bieg na 15 km |

## Skład kadry

### Biathlon
Mężczyźni
| Zawodnik       | Konkurencja   | czas biegu | Kary | Łączny czas | Pozycja |
| -------------- | ------------- | ---------- | ---- | ----------- | ------- |
| Georgi Kasabow | Bieg na 10 km | 31:09,5    | 0    | 31:09,5     | 57.     |
| Georgi Kasabow | Bieg na 20 km | 1:01:59,5  | 5:00 | 1:06:59,5   | 67.     |

Kobiety
| Zawodnik                                                              | Konkurencja         | czas biegu | Kary | Łączny czas | Pozycja |
| --------------------------------------------------------------------- | ------------------- | ---------- | ---- | ----------- | ------- |
| Ekaterina Dafowska                                                    | Bieg na 7,5 km      | 25:06,7    | 2    | 25:06,7     | 29.     |
| Pawlina Filipowa                                                      | Bieg na 7,5 km      | 25:34,8    | 3    | 25:34,8     | 41.     |
| Ekaterina Dafowska                                                    | Bieg na 15 km       | 53:52,0    | 1:00 | 53:52,0     | złoto   |
| Pawlina Filipowa                                                      | Bieg na 15 km       | 54:18,1    | 1:00 | 55:18,1     | 4.      |
| Radka Popowa Ekaterina Dafowska Pawlina Filipowa Walentina Pejczinowa | Sztafeta 4 × 7,5 km | 1:48:55,2  | 3    | 1:48:55,2   | 16.     |

### Biegi narciarskie
Mężczyźni
| Zawodnik         | Konkurencja   | czas      | Pozycja |
| ---------------- | ------------- | --------- | ------- |
| Slawczo Batinkow | Bieg na 10 km | 33:23,2   | 84.     |
| Slawczo Batinkow | Bieg na 30 km | 1:50:35,0 | 60.     |
| Slawczo Batinkow | Bieg łączony  | 49:41,5   | 61.     |

Kobiety
| Zawodnik         | Konkurencja   | czas      | Pozycja |
| ---------------- | ------------- | --------- | ------- |
| Irina Nikulchina | Bieg na 5 km  | 20:52,6   | 70.     |
| Irina Nikulchina | Bieg na 15 km | 57:07,2   | 63.     |
| Irina Nikulchina | Bieg na 30 km | 1:31:04,7 | 28.     |
| Irina Nikulchina | Bieg łączony  | 34:13,5   | 53.     |

### Łyżwiarstwo figurowe
| Zawodnik                       | Konkurencja     | Nota | Pozycja |
| ------------------------------ | --------------- | ---- | ------- |
| Sofija Penkowa                 | Solistki        | 14,0 | 28.     |
| Ivan Diniew                    | Soliści         | 17,5 | 11.     |
| Ałbena Denkowa Maksim Stawiski | Tańce na lodzie | 36,0 | 18.     |

### Narciarstwo alpejskie
Mężczyźni
| Zawodnik         | Konkurencja                 | Konkurencja                 | Konkurencja                 | Konkurencja                 | Konkurencja                 | Konkurencja                 | Konkurencja                 | Konkurencja                 | Konkurencja                                 | Konkurencja                                 | Konkurencja                                 | Konkurencja                                 |
| Zawodnik         | Slalom gigant               | Slalom gigant               | Slalom gigant               | Slalom gigant               | Slalom specjalny            | Slalom specjalny            | Slalom specjalny            | Slalom specjalny            | Kombinacja                                  | Kombinacja                                  | Kombinacja                                  | Kombinacja                                  |
| Zawodnik         | Czas 1. przejazdu           | Czas 2. przejazdu           | Czas łączny                 | Pozycja                     | Czas 1. przejazdu           | Czas 2. przejazdu           | Czas łączny                 | Pozycja                     | Zjazd                                       | Slalom                                      | Łączny czas                                 | Pozycja                                     |
| ---------------- | --------------------------- | --------------------------- | --------------------------- | --------------------------- | --------------------------- | --------------------------- | --------------------------- | --------------------------- | ------------------------------------------- | ------------------------------------------- | ------------------------------------------- | ------------------------------------------- |
| Stefan Georgijew | 1:27,76                     | 1:23,13                     | 2:50,89                     | 32.                         | 57,95                       | 58,17                       | 1:56,12                     | 22.                         |                                             |                                             |                                             |                                             |
| Liubomir Popov   | Nie ukończył 1-go przejazdu | Nie ukończył 1-go przejazdu | Nie ukończył 1-go przejazdu | Nie ukończył 1-go przejazdu | Nie ukończył 1-go przejazdu | Nie ukończył 1-go przejazdu | Nie ukończył 1-go przejazdu | Nie ukończył 1-go przejazdu |                                             |                                             |                                             |                                             |
| Petar Diczew     |                             |                             |                             |                             | 59,62                       | nie ukończył 2-go przejazdu | nie ukończył 2-go przejazdu | nie ukończył 2-go przejazdu | Dyskwalifikacja w 2-gim przejeździe slalomu | Dyskwalifikacja w 2-gim przejeździe slalomu | Dyskwalifikacja w 2-gim przejeździe slalomu | Dyskwalifikacja w 2-gim przejeździe slalomu |
| Angel Pumpalow   |                             |                             |                             |                             | Nie ukończył 1-go przejazdu | Nie ukończył 1-go przejazdu | Nie ukończył 1-go przejazdu | Nie ukończył 1-go przejazdu |                                             |                                             |                                             |                                             |

Kobiety
| Zawodniczka        | Konkurencja       | Konkurencja       | Konkurencja      | Konkurencja      |
| Zawodniczka        | Slalom specjalny  | Slalom specjalny  | Slalom specjalny | Slalom specjalny |
| Zawodniczka        | Czas 1. przejazdu | Czas 2. przejazdu | Czas łączny      | Pozycja          |
| ------------------ | ----------------- | ----------------- | ---------------- | ---------------- |
| Nadieżda Wasiljewa | 52,68             | 52,76             | 1:45,44          | 26.              |

### Short track
Kobiety
| Zawodniczka       | Konkurencja         | Kwalifikacje | Kwalifikacje | Ćwierćfinał     | Ćwierćfinał     | Półfinał       | Półfinał       | Finał          | Finał   |
| Zawodniczka       | Konkurencja         | Czas         | Miejsce      | Czas            | Miejsce         | Czas           | Miejsce        | Czas           | Miejsce |
| ----------------- | ------------------- | ------------ | ------------ | --------------- | --------------- | -------------- | -------------- | -------------- | ------- |
| Ewgenija Radanowa | Bieg na 500 metrów  | 45,977       | 1.           | Dyskwalifikacja | Dyskwalifikacja | Nie awansowała | Nie awansowała | Nie awansowała | 14.     |
| Danieła Właewa    | Bieg na 500 metrów  | 46,681       | 3.           | Nie awansowała  | Nie awansowała  | Nie awansowała | Nie awansowała | Nie awansowała | 18.     |
| Ewgenija Radanowa | Bieg na 1000 metrów | 1:39,279     | 2.           | 1:38,510        | 3.              | Nie awansowała | Nie awansowała | Nie awansowała | 11.     |
| Danieła Właewa    | Bieg na 1000 metrów | 1:37,124     | 3.           | Nie awansowała  | Nie awansowała  | Nie awansowała | Nie awansowała | Nie awansowała | 19.     |

### Snowboarding
Kobiety
| Zawodnik       | Konkurencja       | Konkurencja       | Konkurencja   | Konkurencja   |
| Zawodnik       | Slalom gigant     | Slalom gigant     | Slalom gigant | Slalom gigant |
| Zawodnik       | Czas 1. przejazdu | Czas 2. przejazdu | Czas łączny   | Pozycja       |
| -------------- | ----------------- | ----------------- | ------------- | ------------- |
| Marija Diomowa | 1:23,31           | 1:19,53           | 2:42,84       | 20.           |